# Hasdrubal Barkas
Hasdrubal Barkas was een Carthaags veldheer. Hij was de tweede zoon van Hamilcar Barkas en de jongere broer van Hannibal. Een van de zussen van Hasdrubal en Hannibal was getrouwd met een andere Hasdrubal, bijgenaamd de Schone, die Hamilcar opvolgde na zijn dood in 229 v.Chr..
Hasdrubal kwam om in 207 v.Chr. tijdens de Slag bij de Metaurus. Zijn hoofd werd door de Romeinen over de omheining van het Carthaags legerkamp gegooid.